# 特雷弗·文森特
特雷弗·文森特（英語：Trevor Vincent，1938年4月27日—），澳大利亚男子田径运动员。他曾代表澳大利亚参加1962年大英帝国和英联邦运动会田径比赛，获得男子3000米障碍赛金牌。